# Alexandre Espigares
Alexandre Espigares (* in Luxemburg) ist ein spanisch-luxemburgischer Animator und Filmregisseur.

## Leben
Espigares kam als Sohn einer Luxemburgerin und eines Spaniers in Luxemburg zur Welt. Er studierte am Luxemburger Lycée Technique des Arts et Métiers (LTAM) Animation und beendete sein Studium im Jahr 2000. Es folgten ab 2002 zahlreiche internationale Aufträge im Bereich Computeranimation, so war er als Animator an den Happy Feet 2, Iron Man 3 und Tarzan 3D beteiligt. Beim Kurzanimationsfilm Mr Hublot, der von 2012 bis 2013 zusammen mit Laurent Witz entstand, führte Espigares erstmals auch Regie. Für Mr Hublot erhielt Espigares gemeinsam mit Witz 2014 den Oscar in der Kategorie Bester animierter Kurzfilm. Espigares lebt als freischaffender Animator in München.

## Filmografie (Auswahl)
- 2003: Bob’s Beach
- 2005: The Magic Roundabout
- 2005: Die neuen Abenteuer von Reineke Fuchs (Le roman de Renart)
- 2006: Galactik Football (Fernsehserie, 8 Folgen)
- 2008: Fly Me to the Moon 3D (Fly Me to the Moon)
- 2009: #9 (9)
- 2009–2010: Star Wars: The Clone Wars (Fernsehserie, 6 Folgen)
- 2011: Happy Feet 2 (Happy Feet Two)
- 2012: Iron Man 3
- 2012: Frankenweenie
- 2013: Tarzan 3D
- 2013: Riddick: Überleben ist seine Rache (Riddick)
- 2013: Mr Hublot
- 2013: Saphirblau
- 2016: Smaragdgrün
- 2018: Die Abenteuer von Wolfsblut (Croc-Blanc)